# Greta Molander

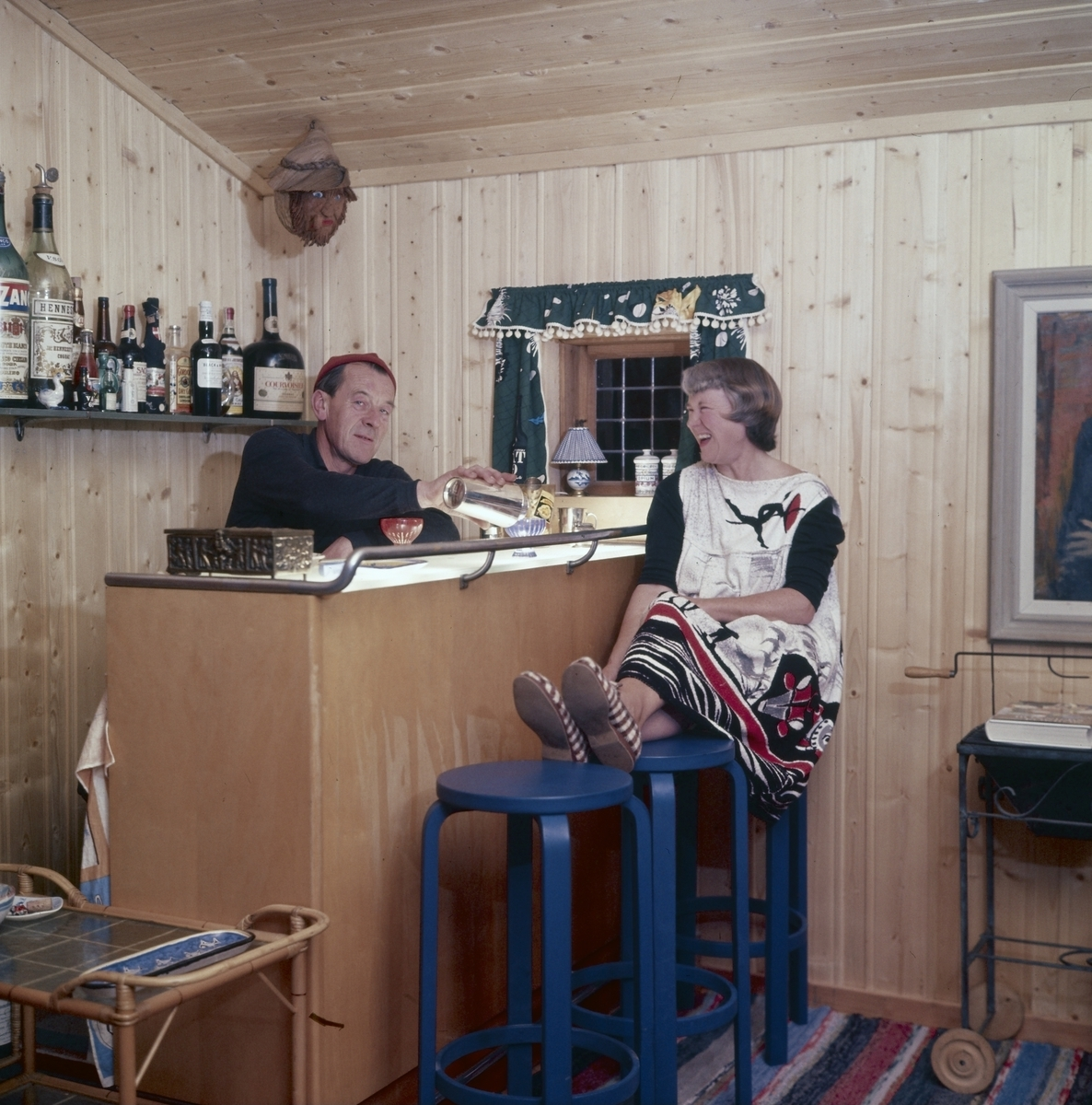
Greta Molander und Kaare Barth 1962

Greta Gunhild Lovisa Molander (geb. Ohlson * 23. August 1908 in Ystad, Schweden; † 20. März 2002 in Sandefjord, Norwegen) war eine schwedisch-norwegische Rallyefahrerin, Schriftstellerin und Illustratorin.

## Herkunft und Jugend
Greta Ohlson wurde in Zimmer 42 des Hotel Continental du Sud im südschwedischen Ystad geboren, das von ihren Eltern Sigrid Gunnhild Malvina Ohlson und Olof Severin Olsson betrieben wurde, und wuchs in einem wohlhabenden Umfeld hauptsächlich in Nyköping auf. Nach Abschluss der Schule zog sie nach Stockholm. 1929 starb Gretas Mutter, ein Jahr darauf ihr Vater und hinterließ ihr ein beträchtliches Vermögen, darunter eine geräumige Wohnung mit Personal, drei Autos, zwei Krokodile und zwei Papageien. Sie heiratete den 15 Jahre älteren Valter Gösta Molander (1893–1950), der Reklamechef des Bonnier-Verlags war. Dieser investierte einen großen Teil ihres Erbes in den Konzern des Streichholzproduzenten Ivar Kreuger, dessen Konkurs 1932 für Greta den Verlust ihres Vermögens bedeutete. Sie ließ sich von ihrem Ehemann scheiden und begann, ihren Lebensunterhalt durch Autorennen zu bestreiten.

## Rallyekarriere
Ihr erstes Rennen bestritt Greta 1929, die bereits als Jugendliche das Autofahren erlernt hatte, als das von Bonnier herausgegebene Wochenmagazin Vecko-Journalen ein Damenrennen veranstaltete. Dazu lieh sie den normalerweise von einem Chauffeur gefahrenen LaSalle ihres Vaters und belegte den letzten Platz. Nach dem Verlust ihres Erbes suchte Molander nach neuen Einnahmequellen und begann, an weiteren Autorennen teilzunehmen. Ein Autohändler stellte ihr einen Plymouth zur Verfügung, mit dem sie 1933 am prestigeträchtigen schwedischen Rikspokalen teilnahm und gewann. Im gleichen Jahr debütierte sie mit ihrer langjährigen Kartenleserin Helga Åhrberg (später Lundberg) bei der Rally Monte Carlo, bei der sie fünf Jahre später den Coupe des Dames gewann.
Als 1950 der schwedische Flugzeughersteller Saab sein erstes serienproduziertes Auto, den Saab 92, herausbrachte, wurde sie als eine von zwei Fahrern ausgewählt, um das Auto bei der Rallye Monte Carlo zu präsentieren. Zwei Jahre später gewann sie in einem 92 zum zweiten Mal den Coupe des Dames. Die Zusammenarbeit mit Saab setzte sie in den nächsten 15 Jahren fort.
1953 wurde die erste Europameisterschaft im Rallyesport veranstaltet und Molander gewann auch hier das Damenrennen. Sie setzte ihre jährliche Teilnahme an den Monte Carlo-Rennen bis 1962 fort und nahm anschließend noch zweimal an Veteranen-Rennen teil, zuletzt 1991, im Alter von 83 Jahren, an der Monte Carlo Challenge für Oldtimer.

## Sonstige Karriere
Neben ihren Erfolgen als Motorsportlerin erregte auch Molanders äußere Erscheinung und ihr unkonventioneller Lebensstil und ihre Reiselust Aufmerksamkeit. Anfang der 1930er Jahre reiste sie, gemeinsam mit ihrer Kartenleserin Helga Åhrberg, mit dem Auto entlang des Mittelmeers von Marokko bis nach Israel. Daraus entstand ihre erste Reiseschilderung, versehen mit eigenen Zeichnungen, Vi kör til klagomuren (Wir fahren zur Klagemauer), die 1934 veröffentlicht wurde.
Es folgte ein längerer Aufenthalt in den USA, wo Molander unter anderem als Stuntfrau in Hollywood arbeitete und, durch den Chryslerkonzern gesponsert, alleine mit dem Auto das Land von Ost nach West durchquerte und bis nach Honolulu reiste.
Bei einer Besuchsreise in Norwegen traf sie den zwei Jahre jüngeren Kaare „Petrus“ Barth, den sie 1938 heiratete. Das Paar ließ sich im südnorwegischen Sandefjord nieder, wo Greta bis zu ihrem Tod 2002 lebte.
Nach Ende des Zweiten Weltkriegs setze Greta ihre Reisen fort und reiste unter anderem mit dem Flugzeug nach Hongkong sowie mit dem Auto durch Mexiko und Afrika. Neben ihren Reiseschilderungen verfasste sie diverse Zeitschriftartikel, drei Kinderbücher und übersetzte sowie illustrierte mehrere Werke aus dem Englischen ins Norwegische. In den 1970er Jahren betrieb sie einen Diätclub am Park Hotel in Sandefjord und veröffentlichte den Ratgeber Lett og glad (Leicht und froh).

## Auszeichnungen
1986 wurde Greta Molander im Rahmen des Fernsehprogrammes „Dette er ditt liv“ (Das ist dein Leben) mit der goldenen Verdienstmedaille des norwegischen Automobilsportvereins (Norges Bilsportforbund) ausgezeichnet. Zudem wurde der Greta Molanders Fond eingerichtet, der von 1987 bis 2020 jährlich einem vielversprechenden norwegischen Motorsportler zugeteilt wurde.

## Werke

### Reiseschilderungen
- Vi kör till Klagomuren. 1934
- Laura i London. 1935
- Fra öst till Mae West. 1942
- Pass för Amerika! 1943
- Yam Sing 1948
- Ekspedition Oskar. 1959
- På luffen i Mexico med Greta Molander. 1961
- Petrus og andre. 1961
- Petrus på øya. 1962
- 10 små reiser. 1979

### Kinderbücher
- Tuppa. 1940
- Sissel. 1949
- Sissel og nattergalene. 1949

### Sonstige
- Lett og glad. 1970